# Pirileberis
Pirileberis is een geslacht van uitgestorven kreeftachtigen uit de familie Schulerideidae.

## Soorten
- Pirileberis madoensis Mette, 1993 †
- Pirileberis makatiniensis Dingle, 1984 †
- Pirileberis mkuzensis Dingle, 1984 †
- Pirileberis prognata Grekoff, 1963 †